# 플루코나졸
플루코나졸(fluconazole)은 수많은 진균증을 위해 사용되는 항진균 약물이다. 여기에는 칸디다증, 분아균증, 콕시디오이데스 진균증, 효모균증, 히스토플라스마증, 피부 사상균증, 어루러기가 포함된다. 잇따르는 장기 이식 등 고위험 상태인 칸디다증의 예방, 저체중 출생아, 백혈구 감소증의 예방을 위해서도 사용된다. 구강으로, 또는 정맥 주사를 통해 투여된다.
일반적인 부작용으로는 구토, 설사, 발진, 상승된 간 효소를 포함한다. 심각한 부작용으로는 간 질환, QT 연장, 뇌전증 발작을 포함할 수 있다. 임신 중에는 유산의 위험이 증가할 수 있으나 다량을 복용하면 선천성 장애를 유발시킬 수 있다. 플루코나졸은 아졸 향진균제 계열의 약물이다. 곰팡이 세포막에 영향을 줌으로써 동작하는 것으로 간주된다.
플루코나졸은 1981년 특허를 받았으며 1988년에 상용화되기 시작했다. 의료제도에 피수적인 가장 효과적이고 안전한 의약품 목록인 WHO 필수 의약품 목록에 등재되어 있다. 플루코나졸은 제네릭 의약품으로 구매가 가능하다. 개발도상국의 도매가는 일일 기준으로 대략 US$0.05–0.10이다. 미국 내 도매가는 2016년 기준으로 일일 대략 US$1.14–1.75선이다. 2016년, 300만 건 이상의 처방과 더불어 미국 내에서 173번째로 많이 처방을 받은 약물이었다.